# 旧矢中家住宅
旧矢中家住宅（きゅうやなかけじゅうたく）は、茨城県つくば市にある歴史的建造物である。2023年（令和５年）９月25日に国の重要文化財に指定された。つくば市内では２件目となる重要文化財建造物である。

## 概要
施主の矢中龍次郎（やなか りゅうじろう）は、日本の実業家、建材研究家、発明家である。満州で大豆を原料としてセメント防水剤「マノール」を発明、1921年（大正10年）東京に事業を移し、東京府荏原郡荏原町大字蛇窪に油脂化工社（現：株式会社マノール）を設立。事業の成功ののち、生家の北側土地に、現存する住宅２棟を建てたものである。
本館・別館の２棟からなり、本館は昭和18年上棟、別館は2階建てで、昭和16年ごろに1階部分を、昭和24年に2階部分を建てている。
矢中氏のインタビュー記事で「…此家は1938年着工、1953年迄15年かかって完成したのであります。…」と述べている。
棟梁は保科菊次（ほしな　きくじ）、設計は施主である矢中本人が自ら行った。
この住宅は、地元出身の実業家が故郷に錦を飾るため、また、自身の研究の実験住宅として建築され、日本の木造住宅のあり方をモデル化したさまざまな工夫が特徴的な貴重な存在である。

## 敷地
南北に長い旗竿状の敷地であり、もと多気城 (常陸国)の出城であったとされる小高い土地の傾斜面に切土、盛土をして建物を建てている。
敷地南前面の道路（県道138号線）から入り、旧生家部分の敷地を通り、東西方向の石塀奥の前庭を経て、敷地西寄りに本館が、その北に別館が建てられており、２棟は渡り廊下で接続されている。 
大谷石による石塀は門の東西のほか、敷地の西辺と東辺に現存している 。 
敷地内には下記2棟の建造物のほか、回遊式庭園や横井戸があり、「矢中の杜」として定期的な公開が行われている。

## 建造物

### 本館
本館は居住の用になる建造物で、棟札から1942年（昭和17年）に上棟された。
建築面積は197.53㎡で、木造平屋建て。
屋根は木造でありながら陸屋根を擁している。これは矢中考案の「矢中式陸屋根」を施工しているためである。
矢中自身が発明したセメント防水剤「マノール」を使用しているほか、採掘鍛錬した着色剤「山富貴酸化黄」を外壁漆喰、及びモルタル部分に用いている。
大谷石の高基礎を用いた一部を穀物蔵としている。

### 別館
別館は迎賓のための専用空間で、1階は鉄筋コンクリート造の擁壁を躯体の一部とし、大谷石積みの外壁を組み合わせている。1階は観音開きの窓や桜の一枚板を用いるキャビネット、南部春邦による動植物の杉戸絵、北川金鱗による小壁の水墨画などで飾られた上質な接客空間である。
別館南側の階段は総けやき造で、漆塗り仕上げで、2階へと繋がる。
2階は木造で、あり壁長押を回す格調の高いつくりで、和洋の応接室を配している。

## 特徴と評価
本館・別館とも、天井の照明まわりなど、各所に開けた通風口や、無双窓などの工夫を凝らした建具で換気に細心の注意を払うなど、日本の気候風土を考慮した実験的な住宅として、学術的な意義を認めることができる。
また、杉戸絵や襖絵、水墨画等を随所に配し、銘木をはじめとした吟味した材料を使用する など、意匠的にも優れた近代和風住宅であると評価され、2023年（令和５年）９月25日に国の重要文化財に指定された。
高低差のある地形を生かした敷地と敷地を囲む大谷石塀や擁壁等とあわせて保存されている。

## 保存活用活動
2008年（平成20年）に所有が移転したことを契機に、保存活用活動が始まり、2010年からNPO法人“矢中の杜”の守り人が所有者（個人）から委託を受けて管理運営をしている。